# Паоли, Андреа
Андреа Паоли (род. 2 мая 1992) — ливанская тхэквондистка, участница Олимпийских игр 2012 года, знаменосец Ливана на Церемонии открытия летних Олимпийских игр 2012.

## Карьера
На Олимпиаде в 2012 году снова приняла участие в соревнованиях в весовой категории до 57 кг. В первом круге выиграв бой у кубинки Нидии Муньос (4—2), уступила в четвертьфинале тайваньке Цзэн Личэн (2—5).